# Tiahuanacu
Tiahuanacu è un comune (municipio in spagnolo) della Bolivia nella provincia di Ingavi (dipartimento di La Paz) con 14.351 abitanti (dato 2010).

## Cantoni
Il comune è suddiviso in 3 cantoni (popolazione 2001):
- Huacullani - 3.788 abitanti
- Pillapi San Agustín - 2.228 abitanti
- Tiahuanacu - 5.293 abitanti